# 단항항
단항항(丹項港)은 경상남도 남해군 창선면 대벽리, 단항마을 인근에 있는 어항이다. 2002년 8월 6일 어촌정주어항으로 지정하여 관리하고 있다. 시설관리자는 남해군수이다.

## 어항 연혁
- 마을 뒤에 있는 삼막산 형상이 학이 나는 모습과 같고 학의 목뒤에는 붉은 댕기가 늘어져 있으므로 붉을 단(丹)자와 목 항(項)자를 써서 단항(丹項)이라 한다.

## 어항 시설
- 선착장 L=148m, B=4.5m, 물량장 L=163m, B=15m, 호안 L=50, B=5.0m

## 주요 어종
- 도다리, 노래미, 볼락, 낙지, 주꾸미, 장어 등